# Javier Cámara
Javier Cámara Rodríguez (Albelda de Iregua, Logroño, 19 de enero de 1967) es un actor español. Ha ganado dos Premios Goya, y en 2022 fue galardonado con la Medalla de Oro al Mérito en las Bellas Artes que otorga el Ministerio de Cultura de España.

## Biografía
En el instituto entró en contacto con un grupo de aficionados al teatro. Tiempo después se trasladó a Madrid para estudiar en la   Real Escuela Superior de Arte Dramático, previo paso por la Escuela de Teatro de Logroño. Sus estudios en la capital los compaginó con su trabajo de acomodador de cine.
En 1991 debutó interpretando en el teatro El caballero de Olmedo, de Lope de Vega, y dos años después intervino en el montaje de Dígaselo con Valium, de José Luis Alonso de Santos, y participó en Rosa Rosae, de Fernando Colomo. En televisión empezó en la serie ¡Ay Señor, Señor! (1994-1995) y, después de participar en Torrente: el brazo tonto de la ley (1998), se dio a conocer definitivamente por su papel en las siete primeras temporadas de la serie 7 vidas (1999-2001). Actuó en Lucía y el sexo (2000) y posteriormente trabajó a las órdenes de Almodóvar en Hable con ella (2002), consagrándose como uno de los actores más populares de España.  
En 2003 se estrenó Torremolinos 73 y Los abajo firmantes. En 2004 repitió con Almodóvar en La mala educación. Un año después, en noviembre de 2005, estrenó simultáneamente La vida secreta de las palabras, de Isabel Coixet, y Malas temporadas, de Manuel Martín Cuenca. Y en septiembre de 2006 estrenó la cuarta película española más cara, a su vez producida por Telecinco, Alatriste, junto a Viggo Mortensen. En ese mismo año también apareció en Ficción, de Cesc Gay. En 2008 volvió a la televisión con LEX (Antena 3), junto a Santi Millán y Nathalie Poza, pero la serie no resultó ser un éxito y fue retirada tras finalizar su segunda temporada. En 2011 se estrenó ¿Para qué sirve un oso?, donde actuó junto a su amigo Gonzalo de Castro. Durante el año 2012 graba, junto a Pedro Almodóvar, Los amantes pasajeros, film centrado en el trayecto de un avión.
Ha estado nominado en siete ocasiones a un Goya, y en 2014 finalmente lo obtuvo con la película de David Trueba Vivir es fácil con los ojos cerrados. En 2016 gana su segundo Goya por Truman y participa en la teleserie The Young Pope de Paolo Sorrentino, junto a Jude Law y Diane Keaton.  
En 2017, participa a la tercera temporada de Narcos, teleserie producida por Netflix. También protagoniza, junto a Julián López, Miren Ibarguren y Gorka Otxoa, la comedia Fe de etarras de la plataforma Netflix.
En 2024, recibirá el Premio Málaga del 27 Festival de Cine de Málaga.

## Vida privada
Es padre por gestación subrogada  de dos niños, mellizos, niño y niña, nacidos en Nueva York.

## Filmografía

### Cine
| Año  | Título                                                                                         | Personaje               | Director                     |
| ---- | ---------------------------------------------------------------------------------------------- | ----------------------- | ---------------------------- |
| 1993 | Rosa Rosae                                                                                     | Encargado               | Fernando Colomo              |
| 1994 | Alegre ma non troppo                                                                           | Conserje                | Fernando Colomo              |
| 1995 | ESO                                                                                            | Miguel Ángel            | Fernando Colomo              |
| 1996 | Pon un hombre en tu vida                                                                       | Miguel                  | Eva Lesmes                   |
| 1997 | Corazón loco                                                                                   | Segura                  | Antonio Del Real             |
| 1997 | ¿Las cosas son como son... o como deberían ser?: Dos historias... del mismo día (Cortometraje) | Juan                    | José Antonio Pastor          |
| 1998 | Torrente: El brazo tonto de la ley                                                             | Rafi                    | Santiago Segura              |
| 1999 | Cuarteto de La Habana                                                                          | Sergis                  | Fernando Colomo              |
| 1999 | Los lobos de Washington                                                                        | Tertuliano              | Mariano Barroso              |
| 2000 | Dinosaurio                                                                                     | Zini (Doblaje)          | Ralph Zondag y Eric Leighton |
| 2001 | Lucía y el sexo                                                                                | Pepe                    | Julio Medem                  |
| 2001 | Torrente 2: Misión en Marbella                                                                 | Rafi                    | Santiago Segura              |
| 2002 | Hable con ella                                                                                 | Benigno Martín          | Pedro Almodóvar              |
| 2002 | Looking for Chencho (Cortometraje)                                                             | Intxausti, el olimpista | Kepa Sojo                    |
| 2003 | Los abajo firmantes                                                                            | Mario                   | Joaquín Oristrell            |
| 2003 | Torremolinos 73                                                                                | Alfredo                 | Pablo Berger                 |
| 2004 | La mala educación                                                                              | Paquito                 | Pedro Almodóvar              |
| 2005 | Malas temporadas                                                                               | Mikel                   | Manuel Martín Cuenca         |
| 2005 | La vida secreta de las palabras                                                                | Simón                   | Isabel Coixet                |
| 2006 | Paris, je t'aime                                                                               | Le Cancérologue         | Isabel Coixet                |
| 2006 | Ficción                                                                                        | Santi                   | Cesc Gay                     |
| 2006 | Alatriste                                                                                      | Conde-Duque de Olivares | Agustín Díaz Yanes           |
| 2007 | La torre de Suso                                                                               | Cundo                   | Tom Fernández                |
| 2008 | Los girasoles ciegos                                                                           | Ricardo                 | José Luis Cuerda             |
| 2008 | Fuera de carta                                                                                 | Maxi                    | Nacho G. Velilla             |
| 2010 | Que se mueran los feos                                                                         | Eliseo                  | Nacho G. Velilla             |
| 2011 | ¿Para qué sirve un oso?                                                                        | Guillermo               | Tom Fernández                |
| 2012 | Una pistola en cada mano                                                                       | S.                      | Cesc Gay                     |
| 2013 | Vivir es fácil con los ojos cerrados                                                           | Antonio                 | David Trueba                 |
| 2013 | Los amantes pasajeros                                                                          | Joserra                 | Pedro Almodovar              |
| 2013 | Ayer no termina nunca                                                                          | J.                      | Isabel Coixet                |
| 2014 | La vida inesperada                                                                             | Juanito                 | Jorge Torregrossa            |
| 2015 | El tiempo de los monstruos                                                                     | Víctor                  | Félix Sabroso                |
| 2015 | Perdiendo el norte                                                                             | Próspero                | Nacho G. Velilla             |
| 2015 | Truman                                                                                         | Tomás                   | Cesc Gay                     |
| 2015 | El cerdo                                                                                       | Cliente bar             | Pau Durà                     |
| 2016 | Siete Semillas                                                                                 | Maestro                 | Daniel Rodríguez Risco       |
| 2016 | La reina de España                                                                             | Pepe Bonilla            | Fernando Trueba              |
| 2017 | Es por tu bien                                                                                 | Chus                    | Carlos Therón                |
| 2017 | Fe de etarras                                                                                  | Martín                  | Borja Cobeaga                |
| 2017 | Le chat doré (Cortometraje)                                                                    | The Trumpet             | Nata Moreno                  |
| 2018 | Ola de crímenes                                                                                | Padre                   | Gracia Querejeta             |
| 2019 | Perdiendo el este                                                                              | Próspero                | Paco Caballero               |
| 2020 | Sentimental                                                                                    | Julio                   | Cesc Gay                     |
| 2020 | El olvido que seremos                                                                          | Héctor Abad Gómez       | Fernando Trueba              |
| 2020 | Madrid interior                                                                                |                         | Juan Cavestany               |
| 2022 | Historias para no contar                                                                       | David                   | Cesc Gay                     |

### Series de televisión
| Año             | Título                          | Cadena     | Personaje                   | Episodios    |
| --------------- | ------------------------------- | ---------- | --------------------------- | ------------ |
| 1990            | Eva y Adán, agencia matrimonial | La 1       | Camillero                   | 1 episodio   |
| 1994 - 1995     | ¡Ay, Señor, Señor!              | Antena 3   | Padre Ángel Murillo         | 23 episodios |
| 1996 - 1997     | Éste es mi barrio               | Antena 3   | Don Justo                   | 31 episodios |
| 1997            | Hostal Royal Manzanares         | La 1       | Lolo                        | 10 episodios |
| 1997            | Todos los hombres sois iguales  | Telecinco  | Carlos                      | 2 episodios  |
| 1997            | Blasco Ibáñez                   | La 1       | Soriano                     | 2 episodios  |
| 1998 - 2001     | Periodistas                     | Telecinco  | Fermín Salvador/Paco Gimeno | 6 episodios  |
| 1999            | Pepe Carvalho                   | La 1       | Ventura Roses               | 1 episodio   |
| 1999 - 2006     | 7 vidas                         | Telecinco  | Paco Jimeno Huete           | 92 episodios |
| 2008            | Lex                             | Antena 3   | Mario Estrada               | 16 episodios |
| 2011            | Los Quién                       | Antena 3   | Gustavo Peña                | 13 episodios |
| 2016            | The Young Pope                  | HBO        | Cardenal Gutiérrez          | 8 episodios  |
| 2017            | Narcos                          | Netflix    | Guillermo Pallomari         | 6 episodios  |
| 2018            | El milagro                      | Sky Italia | Doctor López                | 8 episodios  |
| 2019            | Vota Juan                       | TNT España | Juan Carrasco               | 8 episodios  |
| 2020            | The New Pope                    | HBO        | Cardenal Gutiérrez          | 10 episodios |
| 2020            | Vamos Juan                      | TNT España | Juan Carrasco               | 7 episodios  |
| 2021 - 2022     | Venga Juan                      | HBO Max    | Juan Carrasco               | 8 episodios  |
| 2022 - presente | Rapa                            | Movistar+  | Tomás Hernández             | 18 episodios |
| 2022            | No me gusta conducir            | TNT España | Arturo Macías               | 1 episodio   |

### Programas de televisión
| Año  | Título             | Papel    | Cadena    |
| ---- | ------------------ | -------- | --------- |
| 2017 | Mi casa es la tuya | Invitado | Telecinco |

## Premios y nominaciones
Premios Goya
| Año  | Categoría                                   | Trabajo nominado                     | Resultado |
| ---- | ------------------------------------------- | ------------------------------------ | --------- |
| 1998 | Mejor actor revelación                      | Torrente, el brazo tonto de la ley   | Nominado  |
| 2002 | Mejor interpretación masculina protagonista | Hable con ella                       | Nominado  |
| 2003 | Mejor interpretación masculina protagonista | Torremolinos 73                      | Nominado  |
| 2005 | Mejor interpretación masculina de reparto   | La vida secreta de las palabras      | Nominado  |
| 2008 | Mejor interpretación masculina protagonista | Fuera de carta                       | Nominado  |
| 2013 | Mejor interpretación masculina protagonista | Vivir es fácil con los ojos cerrados | Ganador   |
| 2015 | Mejor interpretación masculina de reparto   | Truman                               | Ganador   |
| 2021 | Mejor interpretación masculina protagonista | Sentimental                          | Nominado  |

Festival Internacional de Cine de San Sebastián
| Año  | Categoría                      | Trabajo nominado | Resultado |
| ---- | ------------------------------ | ---------------- | --------- |
| 2015 | Concha de Plata al mejor actor | Truman           | Ganador   |

Medallas del Círculo de Escritores Cinematográficos
| Año  | Categoría              | Trabajo nominado                     | Resultado |
| ---- | ---------------------- | ------------------------------------ | --------- |
| 2003 | Mejor actor            | Torremolinos 73                      | Nominado  |
| 2005 | Mejor actor secundario | La vida secreta de las palabras      | Nominado  |
| 2006 | Mejor actor secundario | Ficción                              | Nominado  |
| 2012 | Mejor actor secundario | Una pistola en cada mano             | Nominado  |
| 2013 | Mejor actor            | Vivir es fácil con los ojos cerrados | Nominado  |
| 2014 | Mejor actor            | La vida inesperada                   | Nominado  |
| 2015 | Mejor actor secundario | Truman                               | Ganador   |
| 2020 | Mejor actor            | Sentimental                          | Nominado  |

Premios Fotogramas de Plata
| Año  | Categoría                 | Trabajo nominado                     | Resultado |
| ---- | ------------------------- | ------------------------------------ | --------- |
| 1999 | Mejor actor de televisión | 7 vidas                              | Ganador   |
| 2002 | Mejor actor de cine       | Hable con ella                       | Nominado  |
| 2003 | Mejor actor de cine       | Torremolinos 73                      | Nominado  |
| 2003 | Mejor actor de teatro     | Como en las mejores familias         | Ganador   |
| 2005 | Mejor actor de cine       | Malas temporadas                     | Nominado  |
| 2008 | Mejor actor de cine       | Fuera de carta                       | Ganador   |
| 2010 | Mejor actor de teatro     | Realidad                             | Nominado  |
| 2013 | Mejor actor de cine       | Vivir es fácil con los ojos cerrados | Ganador   |
| 2015 | Mejor actor de cine       | Truman                               | Nominado  |

Premios de la Unión de Actores
| Año  | Categoría                                       | Trabajo nominado                   | Resultado |
| ---- | ----------------------------------------------- | ---------------------------------- | --------- |
| 1994 | Mejor interpretación secundaria de televisión   | ¡Ay, Señor, Señor!                 | Ganador   |
| 1998 | Mejor interpretación secundaria de cine         | Torrente, el brazo tonto de la ley | Nominado  |
| 1999 | Mejor interpretación protagonista de televisión | 7 vidas                            | Ganador   |
| 2001 | Mejor interpretación de reparto de cine         | Lucía y el sexo                    | Nominado  |
| 2002 | Mejor actor protagonista de cine                | Hable con ella                     | Nominado  |
| 2004 | Mejor actor de reparto de cine                  | La mala educación                  | Ganador   |
| 2005 | Mejor actor protagonista de cine                | Malas temporadas                   | Nominado  |
| 2005 | Mejor actor de reparto de cine                  | La vida secreta de las palabras    | Nominado  |
| 2006 | Mejor actor de reparto de cine                  | Alatriste                          | Nominado  |
| 2007 | Mejor actor protagonista de cine                | La torre de Suso                   | Nominado  |

Premios Feroz
| Año  | Categoría                             | Trabajo nominado                     | Resultado |
| ---- | ------------------------------------- | ------------------------------------ | --------- |
| 2013 | Mejor actor protagonista              | Vivir es fácil con los ojos cerrados | Nominado  |
| 2014 | Mejor actor de reparto                | La vida inesperada                   | Nominado  |
| 2015 | Mejor actor protagonista              | Truman                               | Nominado  |
| 2017 | Mejor actor protagonista              | Fe de etarras                        | Nominado  |
| 2019 | Mejor actor protagonista de una serie | Vota Juan                            | Ganador   |
| 2020 | Mejor actor protagonista              | Sentimental                          | Nominado  |
| 2020 | Mejor actor protagonista de una serie | Vamos Juan                           | Nominado  |
| 2021 | Mejor actor protagonista de una serie | Venga Juan                           | Ganador   |
| 2024 | Mejor actor protagonista de una serie | Rapa                                 | Nominado  |

Premios Iris (España)
| Año  | Categoría                                       | Trabajo nominado | Resultado |
| ---- | ----------------------------------------------- | ---------------- | --------- |
| 1999 | Premio Iris a la mejor interpretación masculina | Siete vidas      | Nominado  |
| 2019 | Premio Iris a la mejor interpretación masculina | Vota Juan        | Nominado  |
| 2022 | Premio Iris a la mejor interpretación masculina | Rapa             | Ganador   |

Premios ACE (Nueva York)
| Año  | Categoría   | Trabajo nominado | Resultado |
| ---- | ----------- | ---------------- | --------- |
| 2008 | Mejor actor | Fuera de carta   | Ganador   |

Premios Ondas
| Año  | Categoría                             | Trabajo nominado                   | Resultado |
| ---- | ------------------------------------- | ---------------------------------- | --------- |
| 2022 | Mejor intérprete masculino en ficción | Vota Juan, Vamos Juan y Venga Juan | Ganador   |

Festival de cine español de Málaga
| Año  | Categoría   | Trabajo nominado | Resultado |
| ---- | ----------- | ---------------- | --------- |
| 2008 | Mejor actor | Fuera de carta   | Ganador   |
| 2003 | Mejor actor | Torremolinos 73  | Ganador   |

Premios Platino
| Año  | Categoría                                               | Trabajo nominado                     | Resultado |
| ---- | ------------------------------------------------------- | ------------------------------------ | --------- |
| 2014 | Mejor Interpretación Masculina                          | Vivir es fácil con los ojos cerrados | Nominado  |
| 2016 | Mejor Interpretación Masculina                          | Truman                               | Nominado  |
| 2021 | Mejor Interpretación Masculina                          | El olvido que seremos                | Ganador   |
| 2022 | Mejor interpretación masculina en miniserie o teleserie | Venga Juan                           | Ganador   |

TP de Oro
2001 - Premio TP de Oro al mejor actor por Siete vidas, ganador.